# Vrucht (plant)

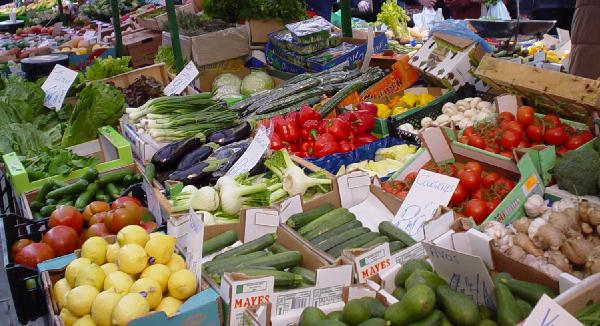
Groentekraam met verschillende vruchten

Een vrucht is de structuur die het zaad van een bedektzadige plant omsluit. Het al dan niet voorkomen van vruchten maakt het verschil uit tussen naaktzadigen en bedektzadigen.
In de strengste betekenis is de vrucht het rijp geworden vruchtbeginsel van een bloem en bevat in het algemeen de na bevruchting uit de zaadknoppen ontwikkelde zaden. Ook andere delen kunnen echter meegroeien, die men dan ook tot de vrucht rekent. De eerste noemt men dan "echte" vruchten, maar bij de "schijnvruchten" vormen andere delen dan het vruchtbeginsel het hoofdbestanddeel.
Soms treedt er geen zaadvorming, maar wel vruchtvorming op. Dit verschijnsel wordt parthenocarpie genoemd. Het woord is afgeleid van parthenos wat maagd en van karpos dat vrucht betekent. Komkommer is een voorbeeld van een parthenocarpe vrucht, maar ook pitloze sinaasappels en mandarijnen zijn hier een voorbeeld van.
Het vruchtbeginsel is opgebouwd uit een of meer vruchtbladen. Deze kunnen elk afzonderlijk een vruchtbeginsel en een vrucht vormen, maar kunnen ook vergroeid zijn tot een een- of meerhokkig vruchtbeginsel en zo een vrucht vormen. Soms wordt een meerhokkige vrucht gevormd door de vorming van valse tussenschotten, zo vormt de doornappel een vierhokkige vrucht.
Als uit één bloem één vrucht ontstaat wordt van een enkelvoudige vrucht gesproken.
- Ontstaan uit één bloem meerdere vruchten dan is dit een verzamelsteenvrucht (framboos, braam). Dit is mogelijk bij een bloem met meerdere stampers.
- Een samengestelde vrucht als de ananas is een schijnvrucht die uit een cluster van meerdere bloemen is ontstaan. Tijdens de groei tot vrucht, vergroeien de vruchtbeginselen tot één geheel.

Als het vruchtbeginsel en andere delen van de bloem, bijvoorbeeld de bloembodem, samen uitgroeien tot een vrucht ontstaat een schijnvrucht (aardbei, vijg, lampionplant, rozenbottel).

## Vruchttypen
| Zaden en vruchttypen ↓               | Zaden en vruchttypen ↓ | Deelnemende plantendelen | Deelnemende plantendelen | Deelnemende plantendelen                   | Deelnemende plantendelen |
| Zaden en vruchttypen ↓               | Zaden en vruchttypen ↓ | zaadknop                 | vrucht- beginsel         | bloembodem, kelkbladen en/ of bloeistengel | meerdere bloemen         |
| ------------------------------------ | ---------------------- | ------------------------ | ------------------------ | ------------------------------------------ | ------------------------ |
| Zaad                                 | Zaad                   | +                        |                          |                                            |                          |
| Echte vrucht                         | Echte vrucht           | +                        | +                        |                                            |                          |
| Schijnvrucht, Samen- gestelde vrucht | Verzamel- vrucht       | +                        | +                        | +                                          |                          |
| Schijnvrucht, Samen- gestelde vrucht | Vrucht- verband        | +                        | +                        | +                                          | +                        |

De vruchten worden verdeeld in vlezige vruchten en droge vruchten, en deze laatste weer in openspringende en niet-openspringende droge vruchten. De meeste vruchten zijn verder onder te verdelen in echte of naakte vruchten (uit het vruchtbeginsel gevormd) en schijnvruchten of bedekte vruchten (ontstaan uit het vruchtbeginsel met andere delen van de bloemen).
- Vruchten
  - Vlezige vruchten
  - Droge vruchten
    - Openspringende
    -  Niet-openspringende droge vruchten

  -  Samengestelde vruchten
    - Vruchtverband
    -  Verzamelvrucht

### Vlezige vruchten
De vlezige vrucht, het pericarp, bestaat uit drie lagen: het exocarp, het mesocarp en het endocarp.
Het exocarp is de buitenste laag van het pericarp: (de schil genoemd). Het exocarp komt o.a. voor bij sinaasappel. Het mesocarp is het vruchtvlees of een deel van het vruchtvlees. Het endocarp is een pit, zoals de stenige wand van een kersenpit, pruimenpit of die van de bramenpitten. In de pit zit het eigenlijke zaad.
Soms vormen twee of drie lagen één geheel en zijn ze afzonderlijk niet meer te herkennen. Zo zijn bij de appel het exocarp en mesocarp niet meer van elkaar te onderscheiden en vormen gezamenlijk met de opgezwollen bloembodem het vruchtvlees. Bij sommige vruchten, zoals de appel of de aardbei is ook nog de opgezwollen bloembodem een deel van het vruchtvlees. Het klokhuis is het endocarp met daarin de zaadjes (pitten) en in het midden de vaatbundel naar de steel. Bij meloen bestaat de schil uit een samensmelting van de bloembodem en het exocarp.
- Vlezige vruchten
  - bes (aardappel, tomaat, meloen, blauwe bes, druif, banaan, kiwi)
  - bottel (rozen)
  - steenvrucht (kers, pruim, perzik, kokosnoot, sinaasappel, braam, framboos)
  - pitvrucht (appel, peer)
  - komkommervrucht (komkommer)
  - oranjevrucht (sinaasappel)
  -  samengestelde vrucht (ananas)

Vlezige vruchten
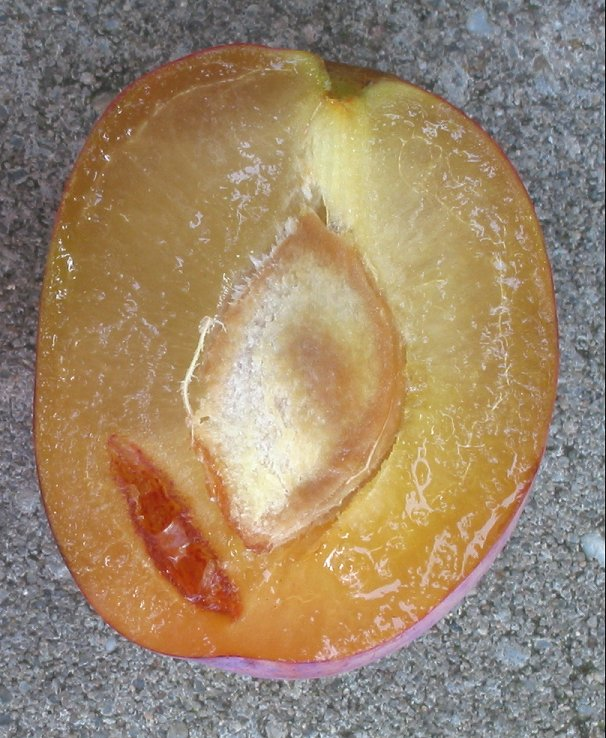
Steenvrucht: 'Reine Victoria' met gomgang in lengte doorgesneden
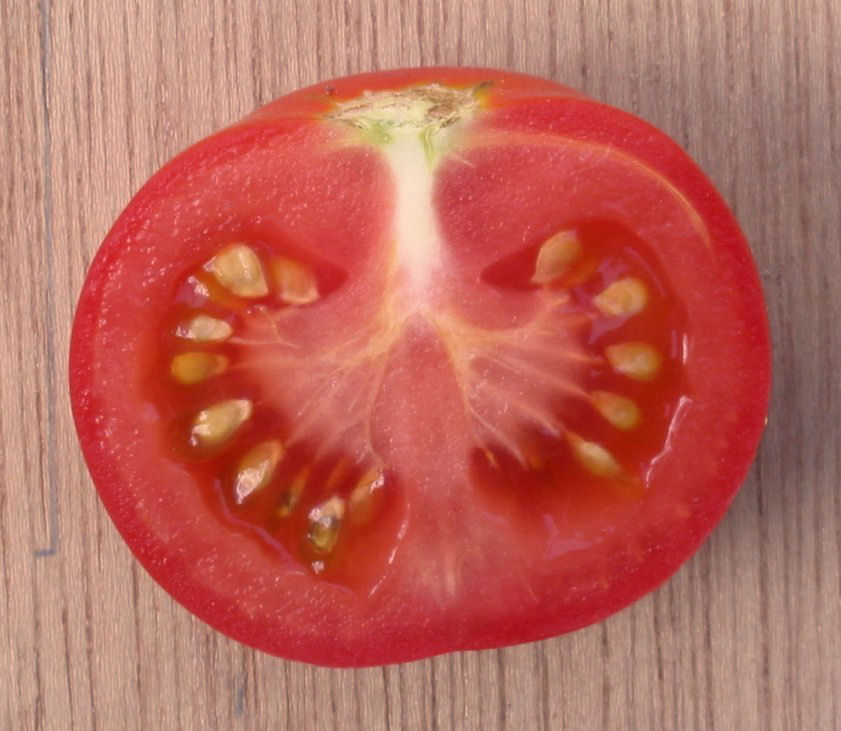
Besvrucht: tomaat in lengte doorgesneden
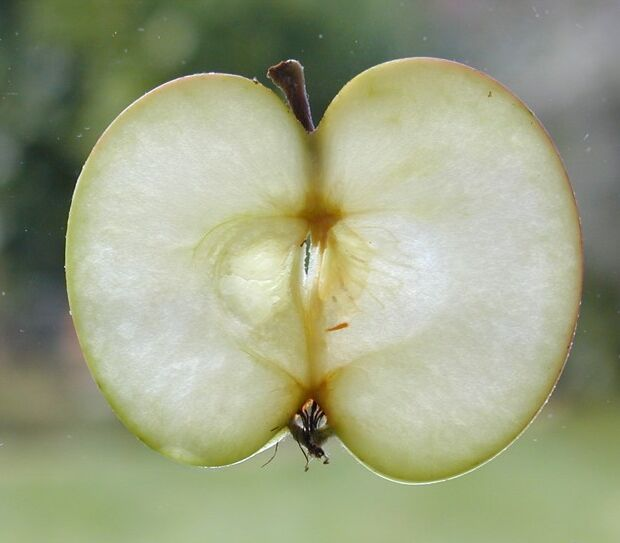
Appel

### Droge vruchten

#### Openspringendedroge vruchten
- Kluisvrucht (openspringend, één zaad per vrucht)
  -  Vijfkluizig (Geranium, springzaad)
- doosvrucht (openspringend, meer dan één zaad per vrucht)
  - peul (vlinderbloemigen, zoals boon, erwt, gouden regen)
  - kokervrucht (dotterbloem, witte engbloem, zijdeplant)
  - hauw; minstens driemaal zo lang als breed (koolzaad, pinksterbloem, zandraket)
  - hauwtje; hoogstens driemaal zo lang als breed (judaspenning, herderstasje)
  -  Openspringende doosvrucht
    - met kleppen (akkerviooltje, doornappel, klaverzuring, paardenkastanje)
    - met tanden (dagkoekoeksbloem)
    - met spleten (orchidee)
    - met poriën (klaproos)
    -  met deksel (guichelheil)

Openspringende droge vruchten
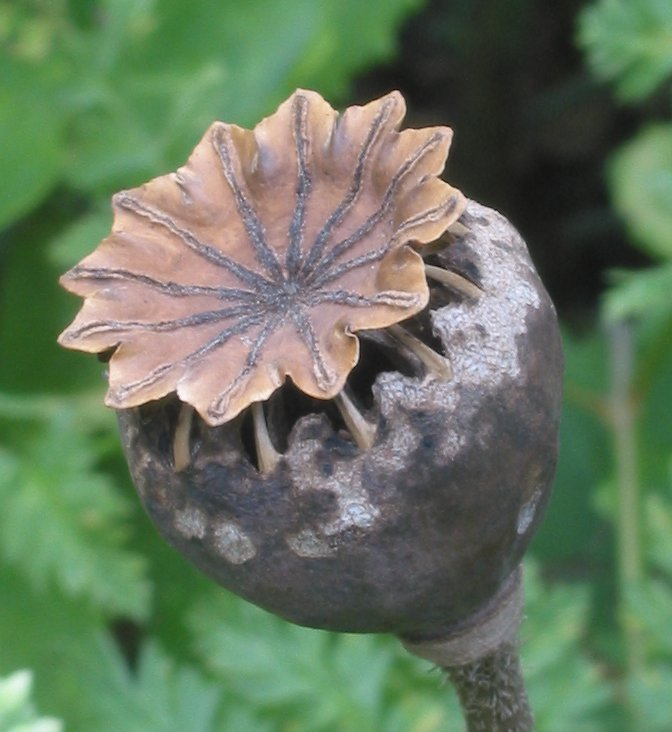
Zaaddoos met aan de bovenkant geopende poriën van de klaproos.
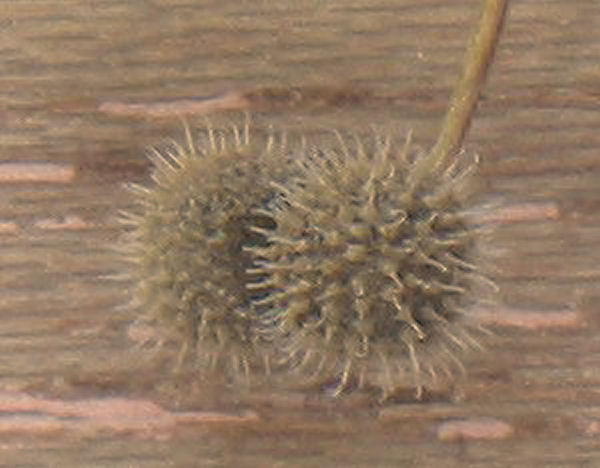
Doosvrucht met haakjes van kleefkruid.
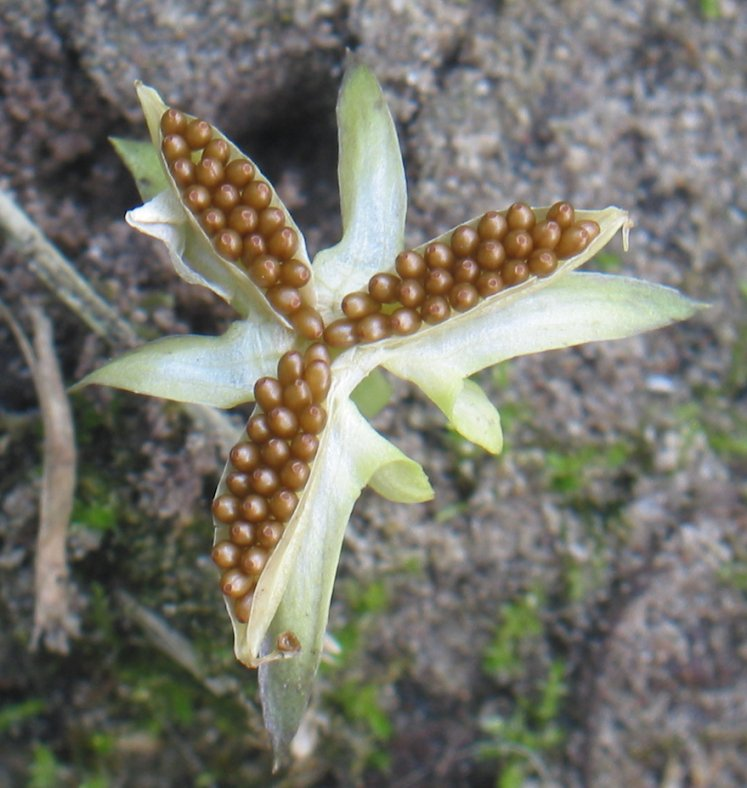
Opengesprongen doosvrucht van akkerviooltje.

#### Niet openspringende droge vruchten
- dopvrucht (niet openspringend, één zaad per vrucht)
  - enkele dopvrucht (scherpe boterbloem)
    - noot vruchtwand is verhout (hazelnoot, eikel, beukennoot, linde)
    -  nootje dikwijls met vruchtpluis (composieten zoals paardenbloem, klein kruiskruid)

  - gevleugelde noot (es, iep)
  - dubbele dopvrucht
    -  gevleugelde dopvrucht (esdoorn)

  - veelvoudige dopvrucht (Aardbei)
  -  splitvrucht splitst zich bij rijpheid in afzonderlijke dopvruchten
    - tweedelige splitvrucht (gewone berenklauw, fluitenkruid, zevenblad)
      -  gevleugelde splitvrucht (esdoorn)

    - driedelige splitvrucht (Oost-Indische kers, moeraszoutgras)
    - vierdelige splitvrucht (witte dovenetel, gewone smeerwortel)
    - vijfdelige splitvrucht (reigersbek)
    -  veeldelige splitvrucht (groot kaasjeskruid, muskuskaasjeskruid)
- graanvrucht (grassen)
- sommige doosvruchten

Niet-openspringende droge vruchten
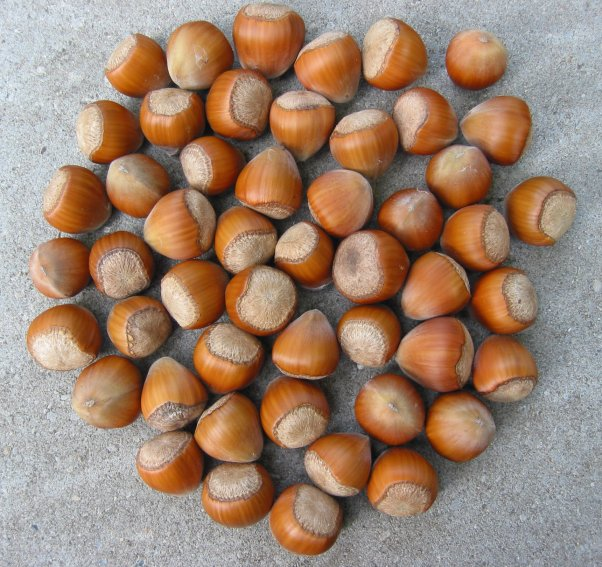
Noten van hazelaar ras: Géant de Halle.
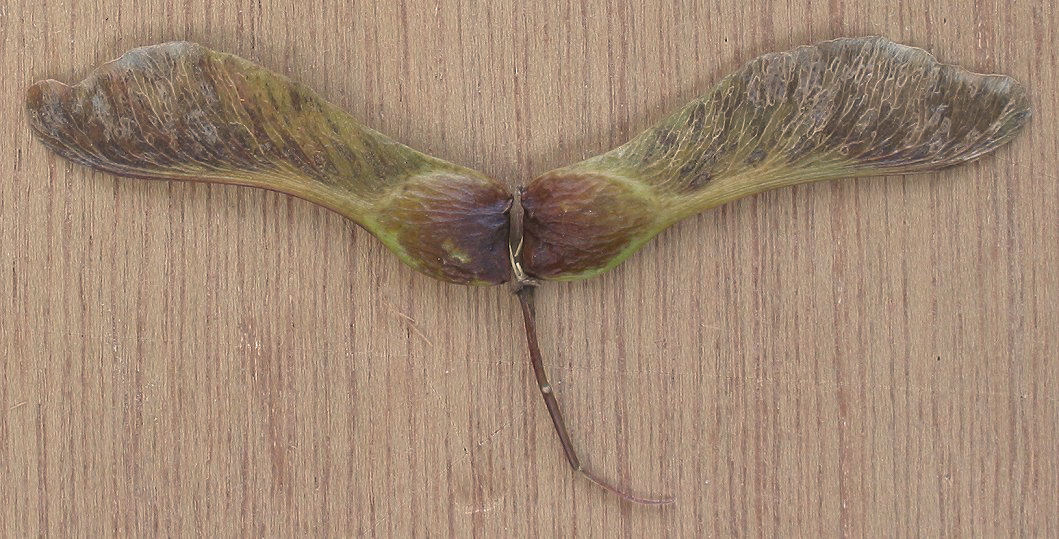
Gevleugelde splitvruchten van rode noorse esdoorn.
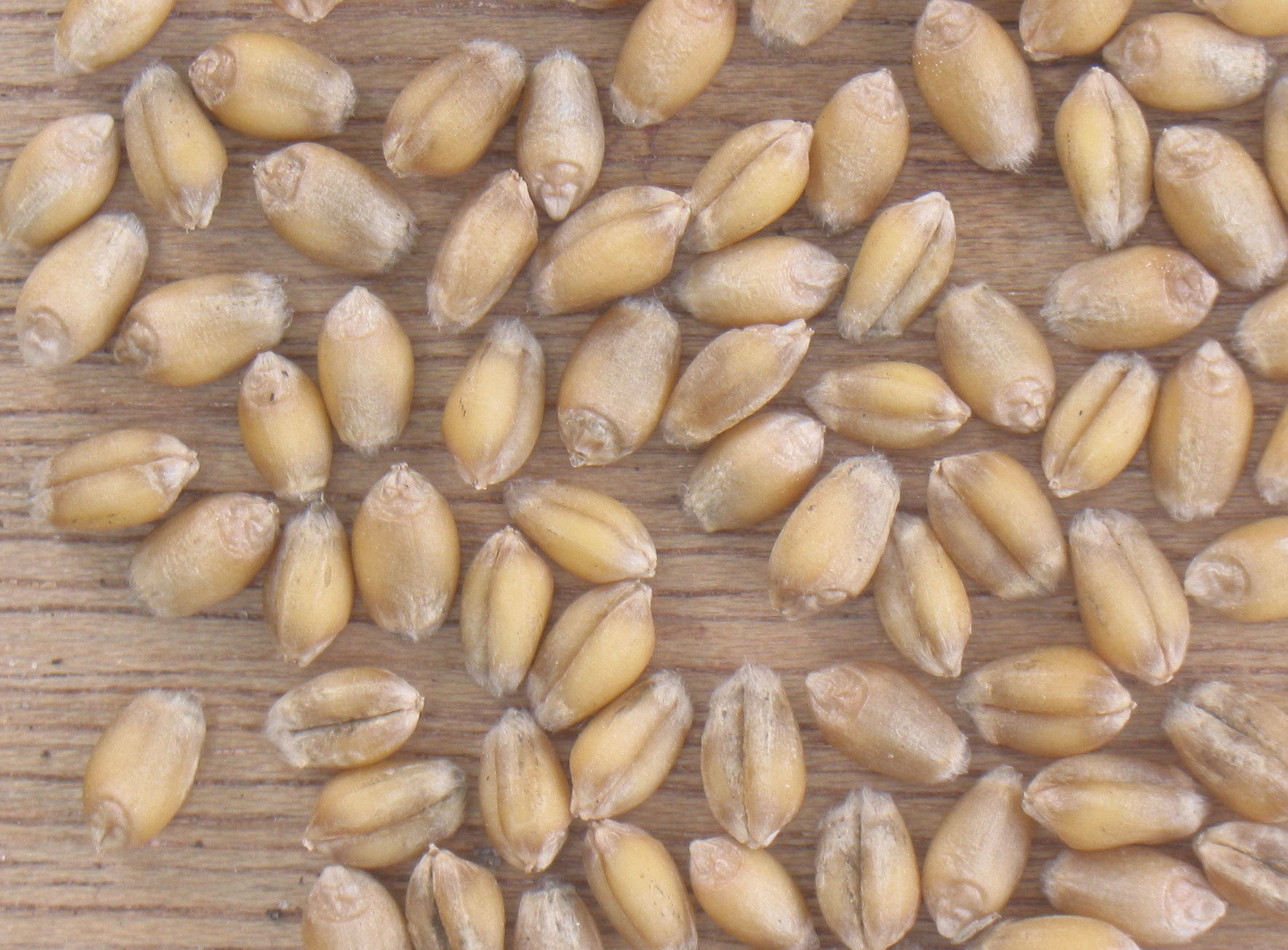
Graanvrucht zonder kafjes (tarwekorrels)

### Samengestelde vruchten
Een vrucht kan in verschillende categorieën tegelijk vallen zo is een aardbei een vlezige, veelvoudige schijnvrucht met dopvruchten. Bij de samengestelde vruchten kunnen er twee groepen onderscheiden worden: het vruchtverband (sorosis) dat bestaat uit meerdere, vergroeide vruchten, die elk uit een bloem in een bloeiwijze voortkomen, en de verzamelvrucht (syncarpium) dat bestaat uit met elkaar tot één vrucht vergroeide afzonderlijke bessen van één bloem.

Samengestelde vruchten
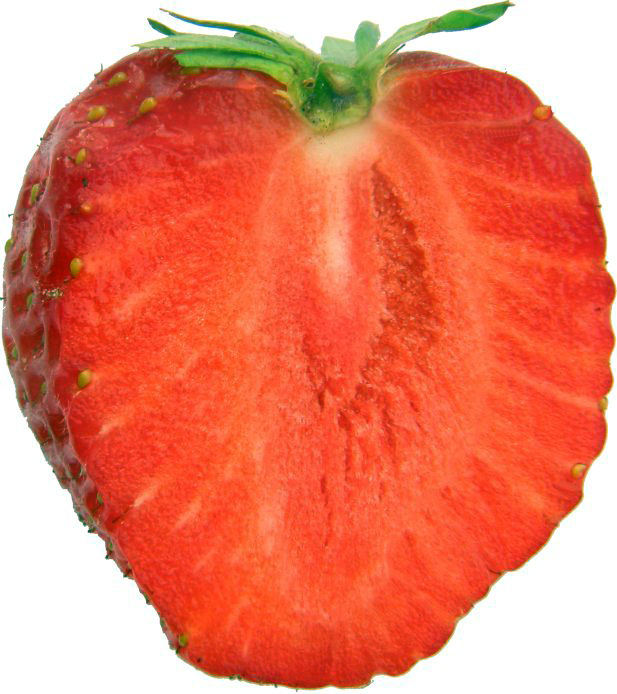
Aardbei in lengte doorgesneden
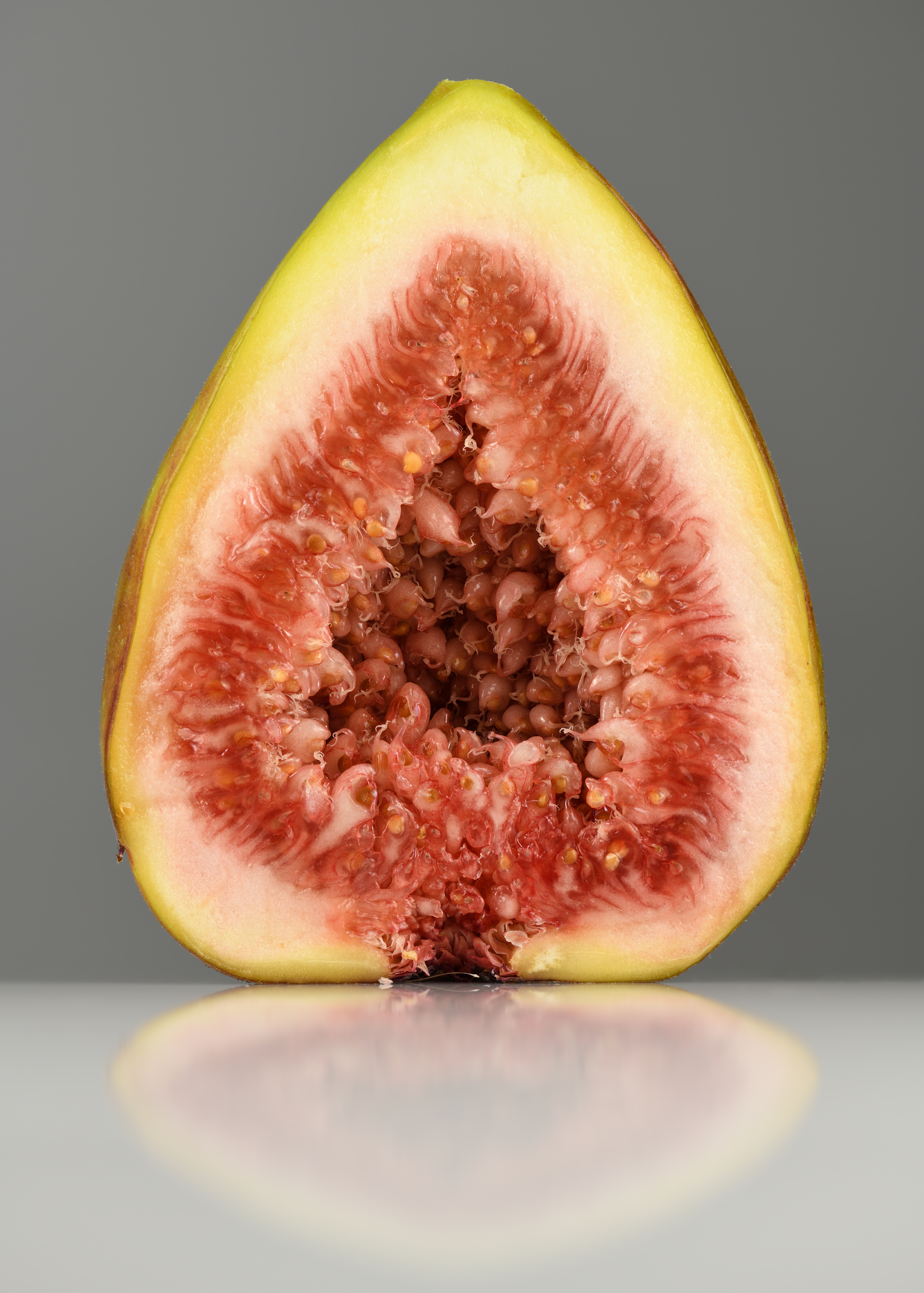
vijg in lengte doorgesneden
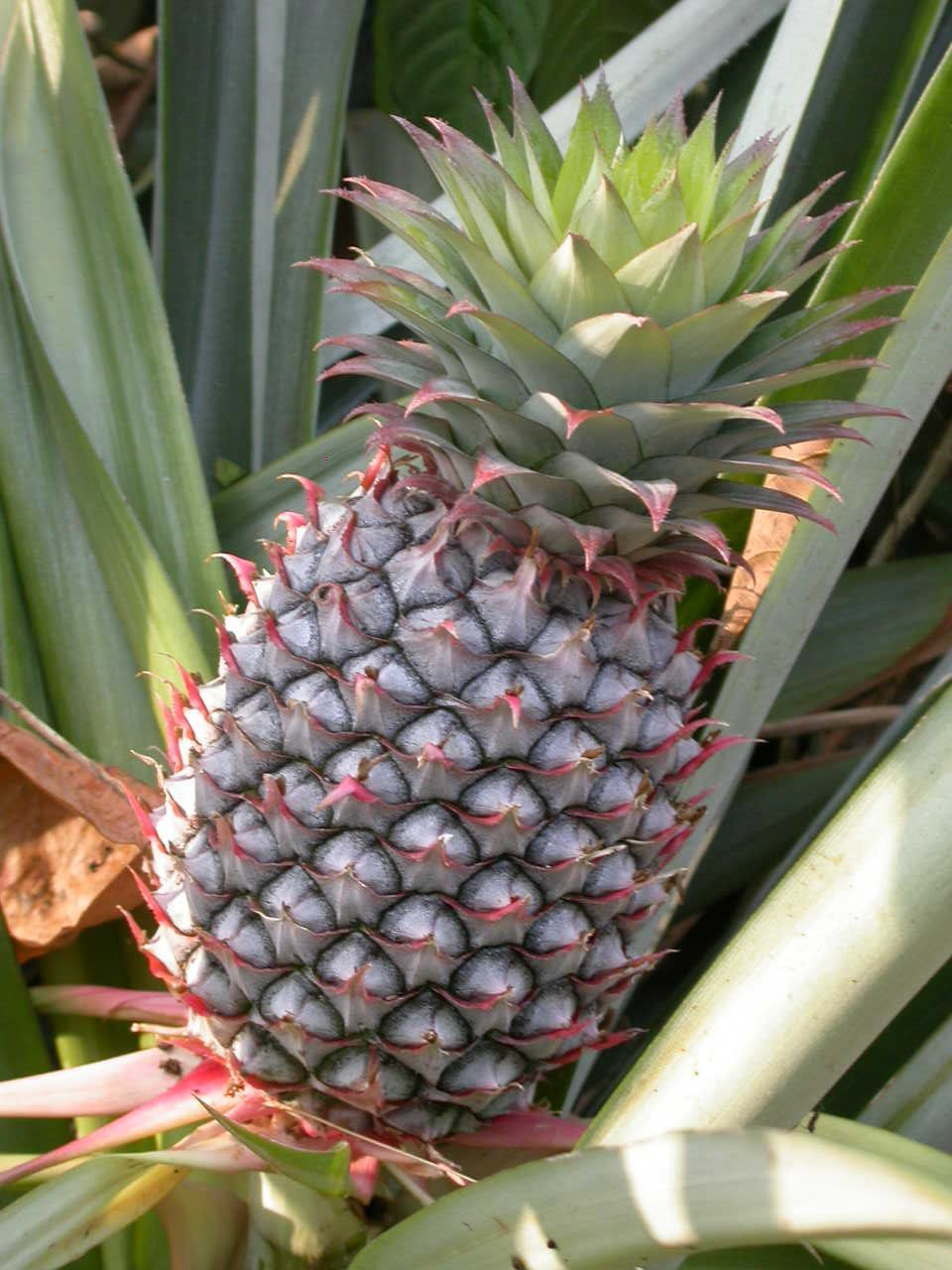
Ananas aan de plant
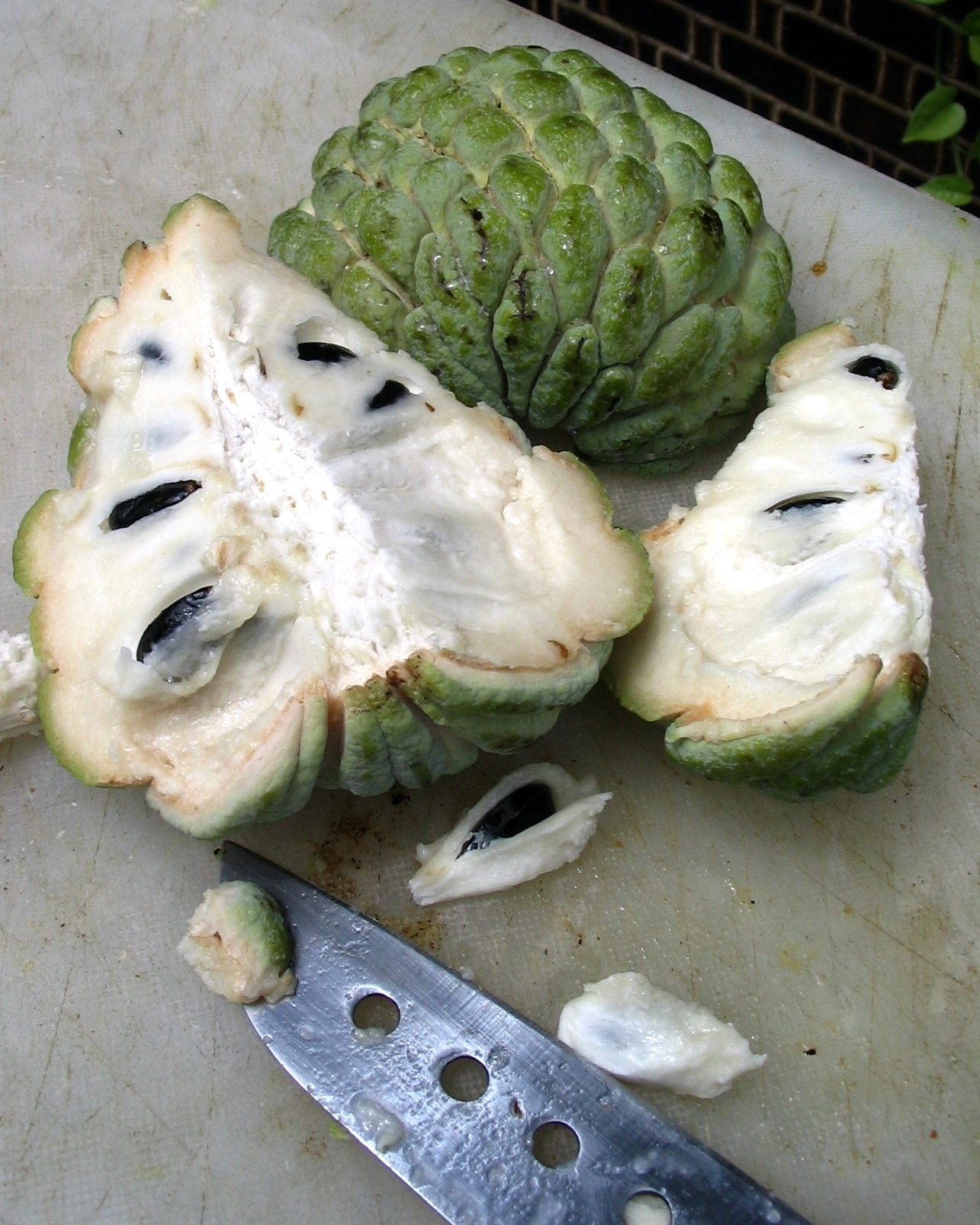
Zoetzak

### Bijzondere vormen
- Graanvrucht (graankorrel, graszaad). Hierbij is de vruchtwand met de zaadhuid en de zaadkern vergroeid. Soms, zoals bij gerst, rijst en timoteegras, ook nog verder vergroeid met de omhullende kafjes. Gerst en rijst moeten dan ook in een pelmolen gepeld worden om de kafjes van het zaad te scheiden.
- Beuk en andere Fagaceae. Bij de beuk is de vrucht een droge schijnvrucht. De noot wordt omgeven door een napje dat gevormd wordt uit de vruchtbladen en de schutbladen.
- Els. De zwarte elzenproppen (vruchtkorfjes), die lang (tot in het volgende jaar) aan de boom kunnen blijven hangen, zijn verhoutte schubben die de eigenlijke vruchten omsluiten en nadat deze rijp zijn geworden omhoog gaan staan.
- Rozen. De bottels zijn bloembodems met daarin de nootjesachtige vruchten.

## Vruchtontwikkeling

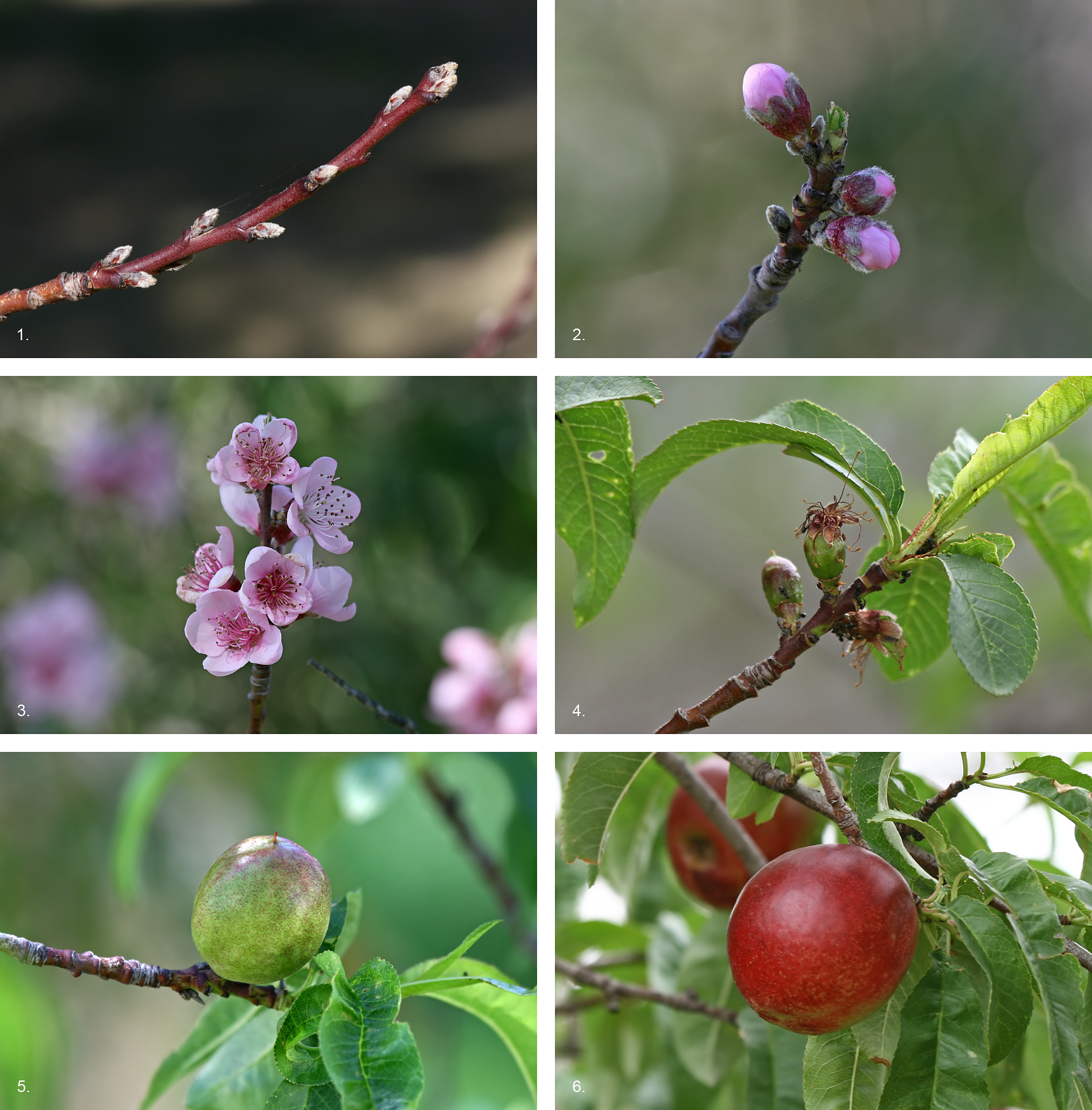
De ontwikkelingsvolgorde van een typische steenvrucht, de nectarine (Prunus persica) over een periode van 7,5 maand, van knopvorming in de vroege winter tot rijping van de vrucht in midzomer

Vruchtontwikkeling is de ontwikkeling van een vruchtbeginsel tot een vlezige vrucht die gegeten kan worden. De zaden ontwikkelen zich, het vruchtvlees wordt zoeter en het geheel wordt sappiger. Deze ontwikkeling van de vrucht is te verdelen in meerdere stadia.

### Eerste stadium
In het eerste stadium ontwikkelen na de bevruchting de zaadknoppen en begint de bloembodem uit te groeien. Deze zaadknoppen produceren het groeihormoon cytokinine.
Cytokininen zorgen bij het rijpen van de vrucht ervoor, dat voedingsstoffen naar de zaadknoppen worden getransporteerd. Deze voedingsstoffen worden toegevoegd aan de groeiende voorraden in het binnenste weefsel van elk van de ontwikkelende zaden. Hierdoor kunnen deze zich verder ontwikkelen, zonder dat ze een tekort aan voedingsstoffen krijgen. Bij de tweezaadlobbigen worden deze reserves later van het endosperm naar de zaadlobben verplaatst. Een ander effect van cytokininen is, dat het de celdeling stimuleert van de bloembodem.

### Tweede stadium
In het tweede stadium is de vrucht al in grootte toegenomen. Op dit punt begint het zaad andere hormonen te produceren. Afhankelijk van de soort zijn dit gibberellinezuur of auxine. Gibberellinezuur behoort tot de stresshormonen en auxine is een celvergrotend hormoon. De cellen nemen door dit hormoon toe in volume en niet in aantal. Zodra de zaden dit hormoon beginnen te produceren wordt er een hevige toename veroorzaakt van het volume van de bloembodem. In combinatie met de geproduceerde cytokininen leidt dit tot een spectaculaire groei van de vrucht, waarbij cytokininen zorgen voor celdeling

### Derde stadium
In het derde stadium van vruchtontwikkeling begint het vruchtbeginsel al echte vorm aan te nemen. De zaadjes binnen in de vrucht zijn al echte zaden geworden en hebben een gedroogde zaadmantel. Deze zaadmantel was vroeger het omhulsel van het zaadje. De zaden bevatten elk een volwassen embryo.
De vrucht is warm, vochtig en zit vol met voedingsstoffen. Dit zijn ideale omstandigheden voor het zaad om te ontkiemen, maar in dat geval zouden ze dus geen nut hebben voor de voortplanting van de ouderplant. Om deze vroegtijdige ontkieming te voorkomen produceert de ouderplant abscissinezuur wat ervoor zorgt dat de embryo’s blijven sluimeren in de vrucht. Pas als deze toevoer van abscissinezuur verdwenen is, krijgt het zaad de kans om te ontkiemen.

### Vierde stadium
In het begin van het vierde stadium is de vrucht volgroeid, maar de vrucht is nog steeds zuur, melig, groen en hard. Ook de lekkere geur is nog niet aanwezig. Kort gezegd: de vrucht is nog niet rijp. Voordat de rijping van de vrucht begint, moet er een signaal worden gegeven aan de vrucht. Dit kan zo simpel zijn als enkele dagen wachten nadat de vrucht is geplukt. Wat de doorslag geeft om de rijping te beginnen ligt aan het type vrucht. De meeste soorten produceren hiervoor ethyleen.
Ethyleen is een simpel gas dat makkelijk door het vruchtweefsel kan verspreid worden. Ook kan het vanuit de vrucht, in de lucht komen. Doordat het ook in de lucht komt, geeft het ander vruchten de aanzet om zelf ook te rijpen en ethyleen te produceren. Dit verklaart waardoor je vruchten makkelijker kan laten rijpen door er vruchten bij te leggen wat al rijp is. Door de ethyleen worden normaal gesproken de ademhaling van de cellen en de productie van nieuwe enzymen verhoogd. Een hoge temperatuur zal dit proces zelfs nog meer versnellen, waardoor de vrucht eerder rijp is.

### Vijfde stadium
Ethyleen zorgt dus voor de verhoogde productie van bepaalde enzymen. In het vijfde stadium zorgen deze nieuwe enzymen ervoor dat complexe samenstellingen worden afgebroken tot kleinere, makkelijkere subeenheden. Kinase breekt zuurachtige deeltjes af, zodat de pH-waarde van de vrucht neutraler wordt (meer richting de 7). Amylase zet het zetmeel om in suikers, waardoor de vrucht een zoetere smaak krijgt. Door de verhoogde concentratie van de opgeloste stoffen, stroomt water de vrucht binnen en maakt het sappig. Hydrolase verteert chlorofyl, waardoor de schil de groene kleur verliest en krijgt de kleur die rijpe vruchten hoort te hebben.
Ook zorgt het ervoor dat niet-vervliegende chemische producten in de vrucht worden afgebroken tot wel-vervliegende producten, waardoor de vrucht zijn lekkere geur krijgt. Ondertussen maakt het enzym pectinase van de stof pectine kleinere van suiker afgeleide subeenheden. Pectine is de stof die de cellen van de vrucht dicht bij elkaar houdt en kan dus als het ware worden gezien als de lijm die ervoor zorgt dat de vrucht hard is. Doordat de pectine wordt omgezet, wordt de vrucht zachter.
Deze enzymen worden gemaakt van aminozuren die worden vrijgegeven door hydrolyse van eiwitten en de energie die wordt opgewekt door de celademhaling die door de ethyleen is bevorderd. Hoe ethyleen de overschrijving van genen stimuleert om de vertaling tot deze enzymen plaats te laten vinden is nog niet duidelijk. Er lopen nog steeds onderzoeken naar deze vraag. De complexe eenheden zijn nu afgebroken tot kleinere subeenheden. Als je het totaal nu bekijkt, kun je goed zeggen dat de vrucht rijp is; het heeft een neutralere pH-waarde, een zoetere smaak, veel sap, een rijpe kleur, een lekkere geur en is zacht geworden.

## Verspreiding van zaden en vruchten
Vruchten worden voornamelijk verspreid door dieren (zoöchorie), de wind (anemochorie), water (hydrochorie) en bepaalde insecten (myrmecochorie).

### Zoöchorie
Zowel vogels als zoogdieren zorgen voor verspreiding van vruchten.
Vogels eten vooral besvruchten, maar ook pikken ze vlezige vruchten zoals appels aan. De besvruchten worden meestal in hun geheel doorgeslikt en de zaden worden op deze manier met de uitwerpselen verspreid. Er zijn zelfs zaden die pas kunnen kiemen als ze door een vogelmaag gegaan zijn.
Ook zijn er vogels die noten kunnen kraken, maar niet alle noten worden echter gekraakt. Zoogdieren zoals eekhoorns leggen wintervoorraden aan, die ze niet allemaal kunnen terugvinden.
Aanhangsels aan de vrucht zoals bij kleefkruid, de gewone klit en wortel zorgen ervoor dat de vruchten aan dieren en aan kleding blijven kleven en zo over grote afstand verspreid worden.

### Hydrochorie
De zaden van veel oever- en moerasplanten kunnen drijven en worden verspreid door water (stroming, wind). Voorbeelden zijn de gele lis, els.

### Myrmecochorie
Aan vruchten en zaden kunnen ook mierenbroodjes zitten, waardoor deze verspreid worden door mieren.

### Anemochorie
Aan vruchten kunnen allerlei aanhangsels zitten die de verspreiding door de lucht faciliteren, zoals:
- vruchtpluis (wilgen, populieren, veel composieten, o.a. paardenbloem)
- vleugels (esdoorn, es)
- blaadje aan bloemsteel (linde).